# Martin Donndorf

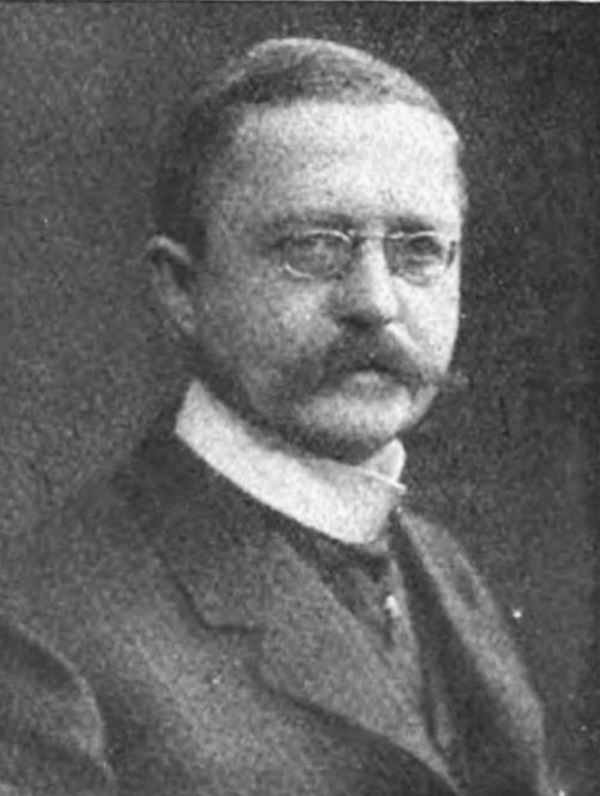
Martin Donndorf (1919)

Martin Donndorf (* 18. Juli 1865 in Dresden; † 28. Oktober 1937 in Weimar) war ein deutscher Kommunalpolitiker. Von 1910 bis 1920 war er Oberbürgermeister der Stadt Weimar.

## Leben
Donndorf war der Sohn des Bildhauers Adolf von Donndorf. Er war Ratsassessor in Leipzig, von 1898 bis 1910 zweiter Bürgermeister in Weimar, danach Oberbürgermeister bis zum Ausscheiden am 13. Mai 1920.
Seine Grabstätte befindet sich auf dem Weimarer Hauptfriedhof.
In seiner Amtszeit entwickelte sich Weimar zur Fremden- und Kongressstadt. Donndorf gehörte dem Vorstand der Goethe-Gesellschaft an und beteiligte sich auf kulturell-öffentlichem Gebiet.

## Ehrung
Am 18. Juli 1930 wurde ihm das Ehrenbürgerrecht der Stadt Weimar verliehen.